# Ceratitis cristata
Ceratitis cristata är en tvåvingeart som först beskrevs av Mario Bezzi 1920.  Ceratitis cristata ingår i släktet Ceratitis och familjen borrflugor. Inga underarter finns listade i Catalogue of Life.